# 瓦伦蒂诺·格拉瓦尼
瓦伦蒂诺·克萊門特·盧多維科·格拉瓦尼（義大利語：Valentino Clemente Ludovico Garavani，義大利語發音：[valenˈtiːno ɡaraˈvaːni]；1932年5月11日—）是意大利的一位時裝設計師，華倫天奴的創始人。

## 生平
華倫天奴出生於意大利沃蓋拉。1960年7月21日，他在羅馬威尼托大街的巴黎咖啡館（Café de Paris）中結識賈恩卡洛·賈梅蒂（Giancarlo Giammetti），後來二人合夥成立了華倫天奴公司。
2007年9月4日，他宣佈將於2008年正式退休。2008年1月23日，他在羅丹美術館舉辦最後一場女裝秀。

## 電影

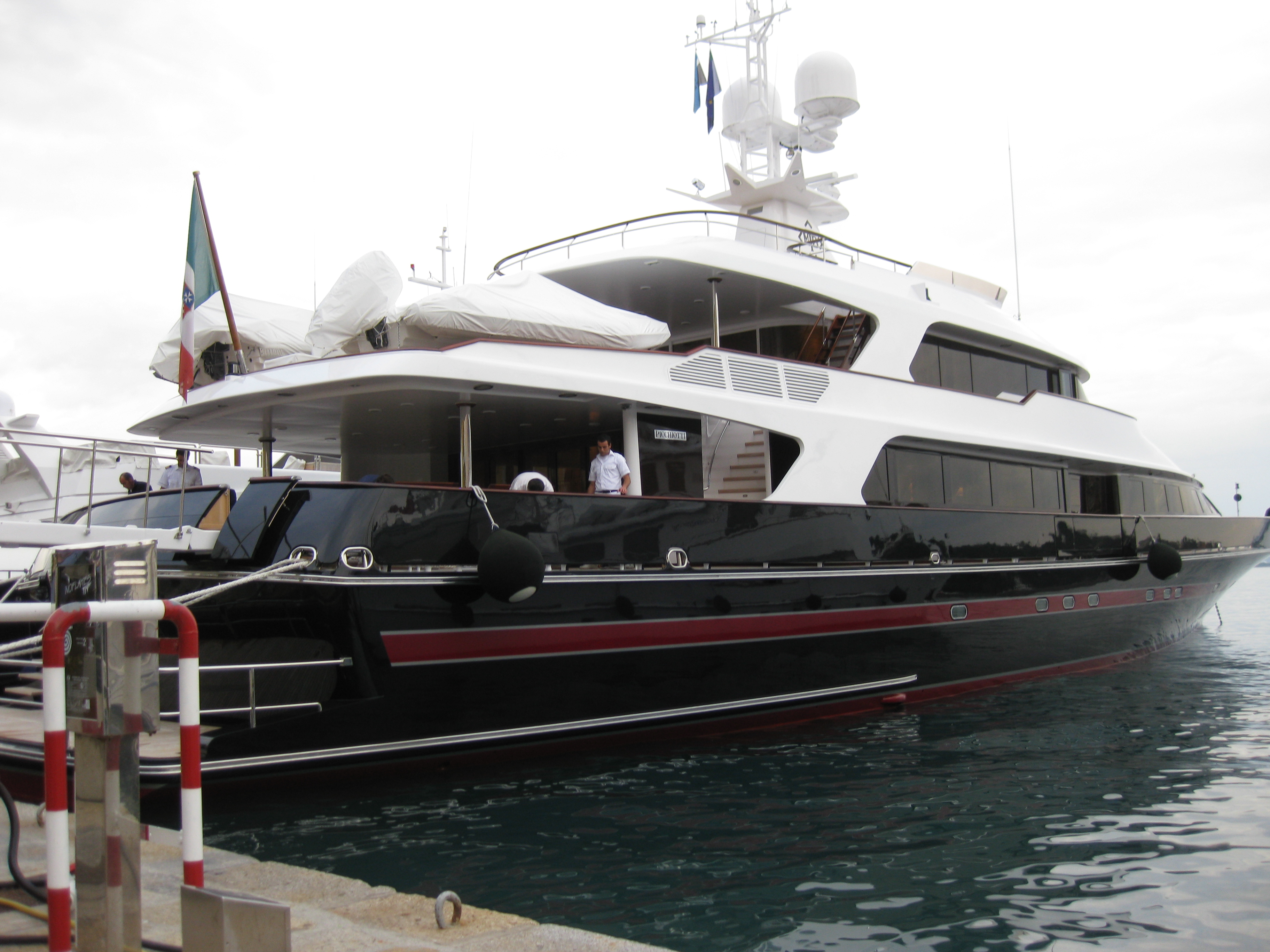
瓦倫蒂諾的私人遊艇

2006年，他在《穿普拉达的女王》中飾演自己。
2008年，以其生平為背景的《华伦天奴：最后的君王》在威尼斯電影節上首映，其中包含2005年6月至2007年7月拍攝的瓦倫蒂諾的現實生活。

## 外部連接
- Official website for Valentino: The Last Emperor （页面存档备份，存于） documentary film
- 《查理·罗斯访谈录》上的瓦伦蒂诺·格拉瓦尼
- WorldCat 聯合目錄中lccn-n84-92241的著作或與之相關的著作
- 瓦伦蒂诺·格拉瓦尼在《紐約時報》上的節選新聞及評論
- Valentino feature, harpersbazaar.com.au
- Profile, MichaelSpecter.com
- Oprah's Valentino special （页面存档备份，存于）
- Martha Stewart's Valentino special[永久], marthastewart.com